# UEX
株式会社UEX（うえっくす、英文名称：UEX, LTD.）は、東京都品川区東品川に本社をおく、ステンレス・チタン専門商社である。

## 概要
ステンレス鋼及びチタンを扱っている専門商社。ステンレス・チタンの切断加工サービス、加工品の製造販売も手掛ける。
社名の「UEX」は、旧商号「上野メタレックス」の英語表記であるUeno Metalexを略したもの。
明治5年（1872年）に創業された「上野半兵衛商店」が前身で、その後、上野半兵衛商店の専務取締役であった上野雄司を代表として、昭和30年（1955年）1月に「株式会社雄司商店」として設立され、平成10年（1998年）には現在の「UEX」へと社名を変更した。
東京本社の他、東北（宮城県）、北陸（新潟県）、大阪（大阪府）、九州（福岡県）に支店を持ち、東海（静岡県）、名古屋（愛知県）に営業所を持つ。また、スチールサービスセンター（神奈川県、静岡県）を保有しており、切断並びに切削・成形加工機能を有している。

## その他
UEX以外の上野半兵衛商店を前身としているステンレス専門商社に、「ナス物産株式会社」がある。

## 事業所
- 本社：東京都品川区東品川二丁目2番24号（天王洲セントラルタワー5F）
- 支店
  - 東北支店：宮城県柴田郡柴田町大字船岡字山田1-39
  - 北陸支店：新潟県新潟市東区卸新町1-927-4
  - 大阪支店：大阪府大阪市大正区三軒家東3-11-22
  - 九州支店：福岡県北九州市若松区響町1-63-4
- 営業所
  - 東海営業所：静岡県三島市松本160-1
  - 名古屋営業所：愛知県名古屋市南区七条町3-3-2
- スチールサービスセンター
  - 第一伊勢原スチールサービスセンター：神奈川県伊勢原市鈴川34
    - 商社としては国内唯一の最大200mm厚対応ドライプラズマ切断加工機を保有している[2]

  - 第二伊勢原スチールサービスセンター：神奈川県伊勢原市鈴川46
  - 三島スチールサービスセンター：静岡県三島市松本160-1
- 配送センター
  - 東北配送センター：宮城県柴田郡柴田町大字船岡字山田1-39
  - 北陸配送センター：新潟県新潟市東区卸新町1-2059-1
  - 東京配送センター：東京都江東区東雲2-10-49
  - 名古屋配送センター：愛知県名古屋市南区七条町3-3-2
  - 大阪配送センター：大阪府大阪市大正区三軒家東3-11-22
  - 九州配送センター：福岡県北九州市若松区響町1-63-4

## 経営
- 代表取締役社長：岸本 則之（きしもと・のりゆき　昭和31年（1956年）3月4日生まれ、早稲田大学卒）
  - 全国ステンレス流通協会連合会会長
  - 東京ステンレス流通協会理事長

## 大株主
- 住友商事株式会社
- 新日鐵住金ステンレス株式会社
- 日本トラスティ・サービス信託銀行株式会社（信託口）
- 三井物産スチール株式会社
- 株式会社メタルワン
- 大同特殊鋼株式会社
- 第一生命保険株式会社
- ＵＥＸ社員持株会
- 株式会社みずほ銀行
- 岸本 則之（代表取締役社長）

## 沿革
- 1872年（明治5年） - 現名誉会長の曽祖父上野半兵衛が洋鋼商として、「上野半兵衛商店」を創業。当時国内には、特殊鋼の生産がなかったため、輸入が主たる業務。
- 1955年（昭和30年） - 株式会社上野半兵衛商店の元専務取締役上野雄司を代表として、「株式会社雄司商店」を設立、ステンレス、特殊鋼の販売を開始。
- 1962年（昭和37年） - 商号を「上野金属産業株式会社」に変更。
- 1975年（昭和50年） - 静岡県三島市に大型の総合ストックセンター（現三島スチールサービスセンター）を開設。
- 1981年（昭和56年） - 神奈川県伊勢原市にステンレス鋼板の剪断機、プラズマ切断機の設備を備えた伊勢原スチールサービスセンターを開設。
- 1989年（平成元年） - 商号を「株式会社上野メタレックス」に変更。
- 1990年（平成2年） - 資本金を11億9,400万円に増資。また、店頭登録銘柄として株式を公開
- 1994年（平成6年） - 京橋・八重洲地区の本社部門を東京都品川区の現所在地に移転。
- 1998年（平成10年） - 商号を「株式会社UEX」に変更。
- 2004年（平成16年） - 店頭登録銘柄の取消を申請し、同時に株式会社ジャスダック証券取引所へ上場申請。
- 2010年（平成22年） - JASDAQ、NEO、ヘラクレスの市場統合により、新JASDAQ・スタンダード市場へ。

## 関連会社
- 株式会社大崎製作所：福島県いわき市好間工業団地4-1
- 株式会社ナカタニ：埼玉県さいたま市浦和区岸町7-1-7（浦和チクラビル4階）
- ステンレス急送株式会社：東京都江東区東雲2-10-49
- 上野エンジニアリング株式会社：東京都府中市宮町1-40
- 株式会社UEX管材：神奈川県伊勢原市鈴川46
- 日進ステンレス株式会社：神奈川県川崎市川崎区東田町6-2（宮代ビル5階）
- 上海威克斯不銹鋼有限公司：上海市奉賢区星火開発区陽明路1号

## 所属・賛助団体
- ステンレス協会[3]
- 一般社団法人日本チタン協会[4]
- 一般社団法人特殊鋼倶楽部[5]
- 一般社団法人全日本特殊鋼流通協会[6]
- 一般社団法人日本ステンレスタンク工業会[7]
- 協同組合新潟卸センター[8]
- 一般社団法人日本能率協会[9]
- 東京商工会議所[10]
- 三島地区環境保全推進協議会[11]
- NPO法人空き缶基金[12]
- 一般社団法人機動隊員等を励ます会[13]